# Trois-Bassins
Trois-Bassins is een gemeente in Réunion en telt 6597 inwoners (2005). De oppervlakte bedraagt 42,58 km², de bevolkingsdichtheid is 155 inwoners per km².